# Conyza x mixta
Conyza x mixta é uma espécie de planta com flor pertencente à família Asteraceae. 
A autoridade científica da espécie é Foucaud & Neyr., tendo sido publicada em Ann. Soc. Sci. Nat. Charente-Infér. 1901, 110. 1902.

## Portugal
Trata-se de uma espécie presente no território português, nomeadamente em Portugal Continental e no Arquipélago dos Açores.
Em termos de naturalidade é introduzida nas duas regiões atrás indicadas.

## Protecção
Não se encontra protegida por legislação portuguesa ou da Comunidade Europeia.